# Колбейнн Фіннссон
Колбейнн Біргір Фіннссон (фін. Kolbeinn Birgir Finnsson, нар. 25 серпня 1999, Рейк'явік, Ісландія) — ісландський футболіст, центральний півзахисник нідерландського клубу «Утрехт» та національної збірної Ісландії.

## Клубна кар'єра
Колбейнн Фіннссон є вихованцем столичного клубу «Фількір» 11 квітня 2014 року він дебютував у першій команді у матчі Кубку Ліги і став наймолодшим футболістом в історії клубу. На той момент Колбейнну виповнилося 14 років і 229 днів.. 2 травня 2015 року футболіст підписав з клубом контракт на 2,5 роки і також встановив новий рекорд, ставши наймолодшим гравцем в історії клубу, що виходив на поле у матчах Вищого дивізіону Ісландії.
На початку 2016 року Колбейнн відправився до Нідерландів, де приєднався до клубу «Гронінген». Але за два роки футболіст грав тільки у дублі команди. І у 2018 році Фіннссон перебрався до Анлії до клубу «Брентфорд». Але там він не зумів пробитися до основи і 2019 рік провів в оренді у рідному «Фількірі».
Після повернення з оренди, Колбейнн залишив «Брентфорд» і в серпні 2019 року підписав трирічний контракт з німецькою «Боруссією» з Дортмунда і продовжив свої виступи у резервному складі «Боруссія II» у нижчих лігах. 2021 року вийшов з командою з Регіоналліги до Третьої ліги. Після 78 матчів і чотирьох голів у чемпіонаті протягом трьох років, так і не пробившись до першої команди, Колбейн покинув клуб у січні 2023 року.
25 січня 2023 року Колбейнн перейшов до клубу данської Суперліги Люнгбю та підписав контракт на 2,5 роки. Він провів 15 матчів і забив один гол протягом решти сезону 2022/23, в якому клуб ледве уникнув вильоту.
В серпні 2024 року Фіннссон повернувся до Нідерландів. де приєднався до клубу Ередивізі «Утрехт», з яким підписав контракт на три роки.

## Збірна
У 2021 році Колбейнн Фіннссон у складі молодіжної збірної Ісландії брав участь у молодіжноиу Євро, що проходив в Угорщині і Словенії. На турнірі Колбейнн зіграв у всіх трьох матчах групового етапу.
У січні 2019 року у товариському матчі проти збірної Швеції Колбейнн Фіннссон дебютував у національній збірній Ісландії.